# ابيجالي ميسون
ابيجالي ميسون (بالإنجليزية: Abigail Mason)‏ هي ممثلة أمريكية.

## وصلات خارجية
- ابيجالي ميسون على موقع IMDb (الإنجليزية)
- ابيجالي ميسون على موقع أول موفي (الإنجليزية)
- ابيجالي ميسون على موقع قاعدة بيانات الفيلم (الإنجليزية)
- ابيجالي ميسون على موقع كينوبويسك (الروسية)